# Antônio Pacheco Ribeiro
Antônio Pacheco Ribeiro, o Cônego Pacheco foi um religioso e político brasileiro do estado de Minas Gerais. Foi deputado estadual em Minas Gerais, pelo PR, durante o período de 1955 a 1963 (3ª e 4ª legislaturas). 